# هاروی بردبری
هاروی بردبری (انگلیسی: Harvey Bradbury؛ زادهٔ ۲۹ دسامبر ۱۹۹۸) بازیکن فوتبال است.
از باشگاه‌هایی که در آن بازی کرده‌است می‌توان به باشگاه فوتبال ووکینگ اشاره کرد.